# Scream (Tokio Hotel)
Scream és l'àlbum de debut en anglès de la banda alemanya Tokio Hotel. Conté les versions angleses de les cançons dels altres àlbums, tant "Schrei" com "Zimmer 483". El nom Scream és la traducció a l'anglès d'"Schrei". Al món de parla alemanya, el nom de l'àlbum va ser Room 483, que és la traducció anglesa del nom del seu segon àlbum ("Zimmer 483").

## Llista de cançons
| #  | Títol                | Escrit per                                                                                         | Duració |
| -- | -------------------- | -------------------------------------------------------------------------------------------------- | ------- |
| 1  | "Scream"             | Dave Roth, David Jost, Rebecca Roth                                                                | 3:21    |
| 2  | "Ready, Set, Go!"    | D.Roth, Patrick Benzner, D.Jost, Peter Hoffmann, Tom Kaulitz, Bill Kaulitz, R.Roth                 | 3:34    |
| 3  | "Monsoon"            | D.Roth, P.Benzner, D.Jost, P.Hoffmann, B.Kaulitz, R.Roth                                           | 4:05    |
| 4  | "Love is Dead"       | D.Roth, P.Benzner, D.Jost, P.Hoffmann, T.Kaulitz, Georg Listing, Gustav Schäfer, B.Kaulitz, R.Roth | 3:42    |
| 5  | "Don't Jump"         | D.Roth, P.Benzner, D.Jost, P.Hoffmann, T.Kaulitz, B.Kaulitz, R.Roth                                | 4:09    |
| 6  | "On the Edge"        | D.Roth, P.Benzner, D.Jost, P.Hoffmann, T.Kaulitz, B.Kaulitz, R.Roth                                | 4:05    |
| 7  | "Sacred"             | D.Roth, P.Benzner, D.Jost, P.Hoffmann, B.Kaulitz, R.Roth                                           | 4:03    |
| 8  | "Break Away"         | D.Roth, P.Benzner, D.Jost, P.Hoffmann, T.Kaulitz, G.Listing, G.Schäfer, B.Kaulitz, R.Roth          | 3:24    |
| 9  | "Rescue Me"          | D.Roth, P.Benzner, D.Jost, P.Hoffmann, B.Kaulitz, R.Roth                                           | 3:56    |
| 10 | "Final Day"          | D.Roth, P.Benzner, D.Jost, P.Hoffmann, B.Kaulitz, R.Roth                                           | 3:03    |
| 11 | "Forgotten Children" | D.Roth, P.Benzner, D.Jost, P.Hoffmann, T.Kaulitz, B.Kaulitz, R.Roth                                | 4:34    |
| 12 | "By Your Side"       | D.Roth, P.Benzner, D.Jost, P.Hoffmann, B.Kaulitz, R.Roth                                           | 4:24    |

## Cronologia dels singles
Europa (excepte el Regne Unit)
- Monsoon
- Ready, Set, Go!
- By Your Side
- Don't Jump

Regne Unit
- Ready, Set, Go!

Canadà i els EUA
- Scream
- Ready, Set, Go!
- Monsoon

Llatinoamèrica
- Monsoon
- Ready, Set, Go!
- Don't Jump
- Scream

## Llançaments
| Regió                           | Data                |
| ------------------------------- | ------------------- |
| Alemanya, Itàlia, Països Baixos | 1 de juny del 2007  |
| França, Portugal                | 4 de juny del 2007  |
| Canadà                          | 25 de març del 2008 |
| EUA                             | 6 de maig del 2008  |

## Llistes de vendes
| Llista (2007)                    | Posició més alta |
| com a Scream                     | com a Scream     |
| -------------------------------- | ---------------- |
| Belgium Albums Chart (Flanders)  | 6                |
| Belgium Albums Chart (Wallony)   | 18               |
| Canadian Albums Chart            | 6                |
| Danish Albums Chart              | 29               |
| Finnish Albums Chart             | 31               |
| French Albums Chart              | 6                |
| Greek International Albums Chart | 5                |
| Italy Albums Chart               | 2                |
| Mexican Top 100 Albums Chart     | 18               |
| Netherlands Albums Chart         | 10               |
| Norwegian Albums Chart           | 21               |
| Portuguese Albums Chart          | 6                |
| Spanish Albums Chart             | 24               |
| Swedish Albums Chart             | 1                |
| U.S. Billboard 200               | 39               |
| com a Room 483                   |                  |
| Ö3 Austria Top 40                | 27               |
| Swiss Albums Chart               | 26               |

## Vendes i certificats
| País          | Certificat | Vendes   |
| ------------- | ---------- | -------- |
| Europa (IFPI) |            | 600.000  |
| França        | Plata      | 63.800   |
| Grècia (IFPI) | Or         | +16.000  |
| Espanya       | Or         | +40.000  |
| Portugal      | Platí      | +25.000  |
| Estats Units  |            | +105.000 |
| Canadà        |            | +25.000  |
| Itàlia        | 2 platins  | +207.000 |